# Seigneurie d'Outre-Jourdain
Ne doit pas être confondu avec Seigneurie de l'Île-de-Montréal.
1118–1189
Entités précédentes :
- Fatimides

Entités suivantes :
- Sultanat Ayyoubide

La seigneurie d'Outre-Jourdain aussi appelée seigneurie de Montréal, du nom de sa capitale, était au XIIe siècle un fief du royaume de Jérusalem situé à l'est du Jourdain.

## Histoire de la seigneurie d'Outre-Jourdain

### Expansion du royaume de Jérusalem
Le royaume de Jérusalem, créé en 1099 lors de la première croisade, était le plus méridional des États latins d'Orient. Dès l'an 1100, puis en 1107 et en 1112, le roi Baudouin Ier de Jérusalem accomplit plusieurs expéditions militaires à travers l'Arabah. En 1115, Baudouin fit construire le krak de Montréal dans la région d'Édom (« Idumée ») à environ 50 km au sud-est de la mer Morte, puis le château de Val-Moyse, à proximité des vestiges de la cité nabatéenne de Pétra.
Ayant affermi la présence franque dans la région, il atteignit en 1116 la pointe nord du golfe d'Aqaba à Eilat et renforça l'île de Graye.

### Création et développement de la Seigneurie d'Outre-Jourdain
En 1118, Baudoin Ier de Jérusalem donne ces régions en fief à Romain du Puy, un de ses chevaliers. Compromis dans la révolte du comte de Jaffa Hugues II du Puiset et suspecté de félonie, Romain du Puy est dépossédé de ses terres au profit de Payen le Bouteiller par le roi Foulques V d'Anjou vers 1132. Payen le Bouteiller consolide les positions de la seigneurie en édifiant en 1142  à Al-Karak, le krak des Moabites.
La première moitié du XIIe siècle est pour le fief, qui contrôle la route traditionnelle du «Hajj» (reliant Damas et Le Caire à Médine et La Mecque), une période de prospérité et de paix relative. Montréal apparaît comme un lieu de coexistence pacifique entre les pionniers francs et les populations indigènes.

### Saladin
Avec l'arrivée au pouvoir de Saladin en Égypte et la prise de Damas par Nur ad-Din, la seigneurie d'Outre-Jourdain voit sa situation se détériorer.
Dès 1169, Saladin organise des raids contre les deux kraks d’Outre-Jourdain. En septembre 1171, il entreprend d’assiéger Montréal, obligeant la garnison à demander grâce contre la promesse de remettre la forteresse dans un délai de dix jours. Par chance, Saladin doit lever précipitamment le siège pour aller mater une révolte fatimide au Caire.

### Renaud de Châtillon

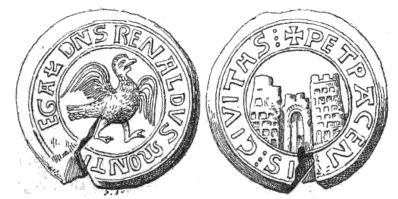
Sceau de Renaud de Châtillon

En 1177, Renaud de Châtillon accède par son mariage à la tête de la seigneurie. Emprisonné 16 années par Saladin, allié des Templiers, Renaud de Châtillon est partisan d’une politique de conquête face aux musulmans et multiplie les provocations.
En 1181, malgré la trêve entre Francs et musulmans, il pille une caravane se rendant à la Mecque. En 1182, il monte une expédition en mer Rouge, pille les ports du Hedjaz, coule un bateau de pèlerins musulmans se rendant vers Jeddah et menace La Mecque et Médine. En représailles, Saladin assiège le château en 1183 avec l'aide de huit mangonneaux et incendie sa plus haute tour. L'arrivée de Baudouin IV met fin au siège. En 1184, Saladin tente de prendre Kerak à l'aide de pièces d'artillerie mais échoue une fois de plus.
En 1187, Renaud de Châtillon brise la trêve en vigueur depuis près de six ans entre Baudouin IV de Jérusalem et Saladin et s'empare d'une caravane fortement escortée qui se rend du Caire à Damas. À cette occasion, il enlève peut-être la propre sœur de Saladin qui, rompant la trêve, engage la guerre contre le royaume de Jérusalem.

### La fin de la seigneurie d'Outre-Jourdain

Les États latins d'Orient en 1190 : trois ans après Hattin, les possessions franques en Palestine sont réduites à Tyr, Tripoli et Antioche.

En avril 1187, plus de 12 000 musulmans assiègent les kraks de Montréal et des Moabites. Le 4 juillet 1187, la bataille de Hattin se solde par une victoire écrasante de Saladin. Renaud de Châtillon, fait prisonnier avec son beau-fils Onfroy IV de Toron, est décapité le lendemain d'un coup de sabre par Saladin en personne.
Des négociations sont menées avec sa veuve Étiennette de Milly afin d'échanger son fils Onfroy contre la capitulation d'Al Karak et de Montréal, malgré l'opposition des garnisons. En 1188, les défenseurs de d'Al Karac, privés de tout secours, capitulent. Après un an et demi de siège, entre avril et juin 1189 les assiégés de Montréal, « réduits à la plus horrible famine et rendus aveugles par le manque de sel », rendent la forteresse à Saladin. On raconte que Saladin, en hommage à leur courage, leur aurait permis de regagner sains et saufs les terres chrétiennes. la reconquête menée par Saladin se poursuit, rythmée par la reddition des petits postes chrétiens établis dans les oasis. À la fin de l'année 1189, le royaume de Jérusalem, à l'exception des trois ports de Tyr, Antioche et Tripoli est reconquis par les Ayyoubides
La conquête de ces places marque la fin effective de la seigneurie d'Outre Jourdain. Cependant, le titre de seigneur de Mont-Réal et de Karak survit pendant un siècle et passe alors à la maison de Toron avant de s'éteindre lors de la mort sans postérité de Jean de Montfort le 26 novembre 1283.

## Les places forte de la seigneurie

### Le krak de Montréal
Le krak de Montréal, ou « château d'al-Shawbak », est construit en 1115 par Baudoin Ier. Situé à 228 km au sud d’Amman, le krak de Montréal domine la vallée de l'Arabah et contrôle les voies commerciales reliant l'Égypte, la péninsule Arabique et la mer Rouge. Outre l'aspect stratégique de sa position, le château de dresse sur une montagne qui possédait deux sources, au cœur d'une grande oasis très fertile. Cette forteresse est restée entre les mains des Francs jusqu’à sa reddition en 1189 devant les troupes de Saladin

Les ruines du krak de Montréal
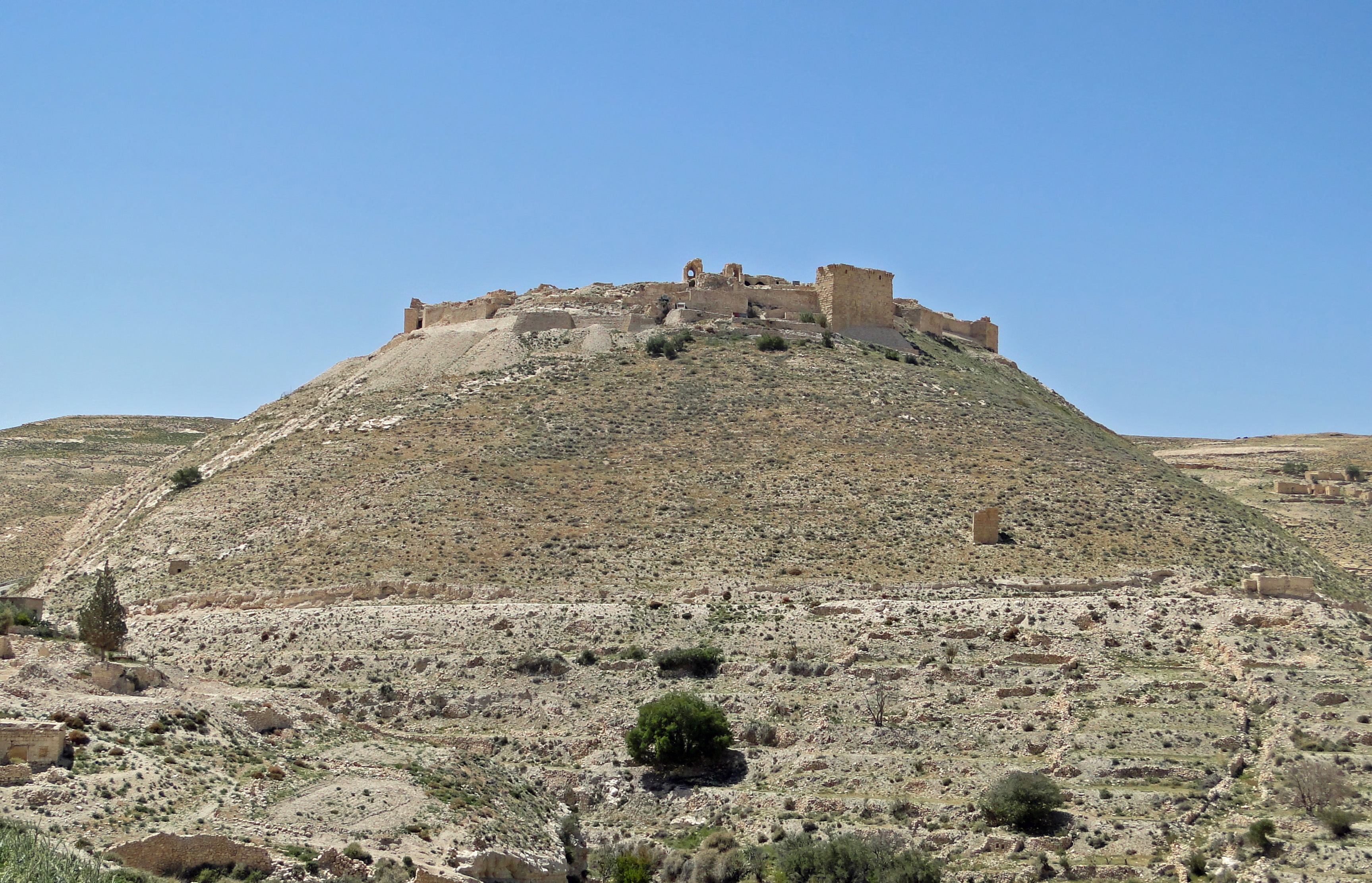
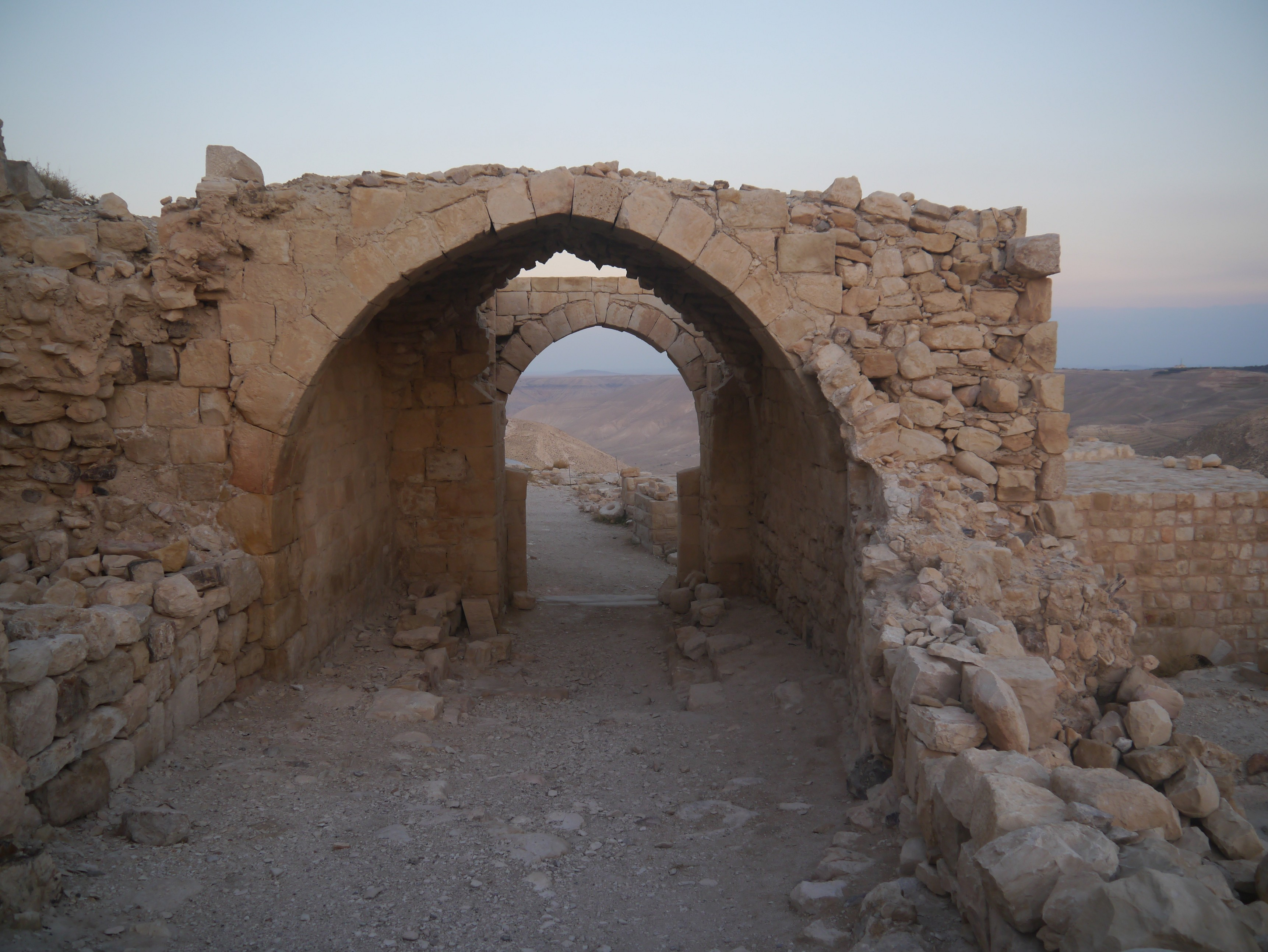
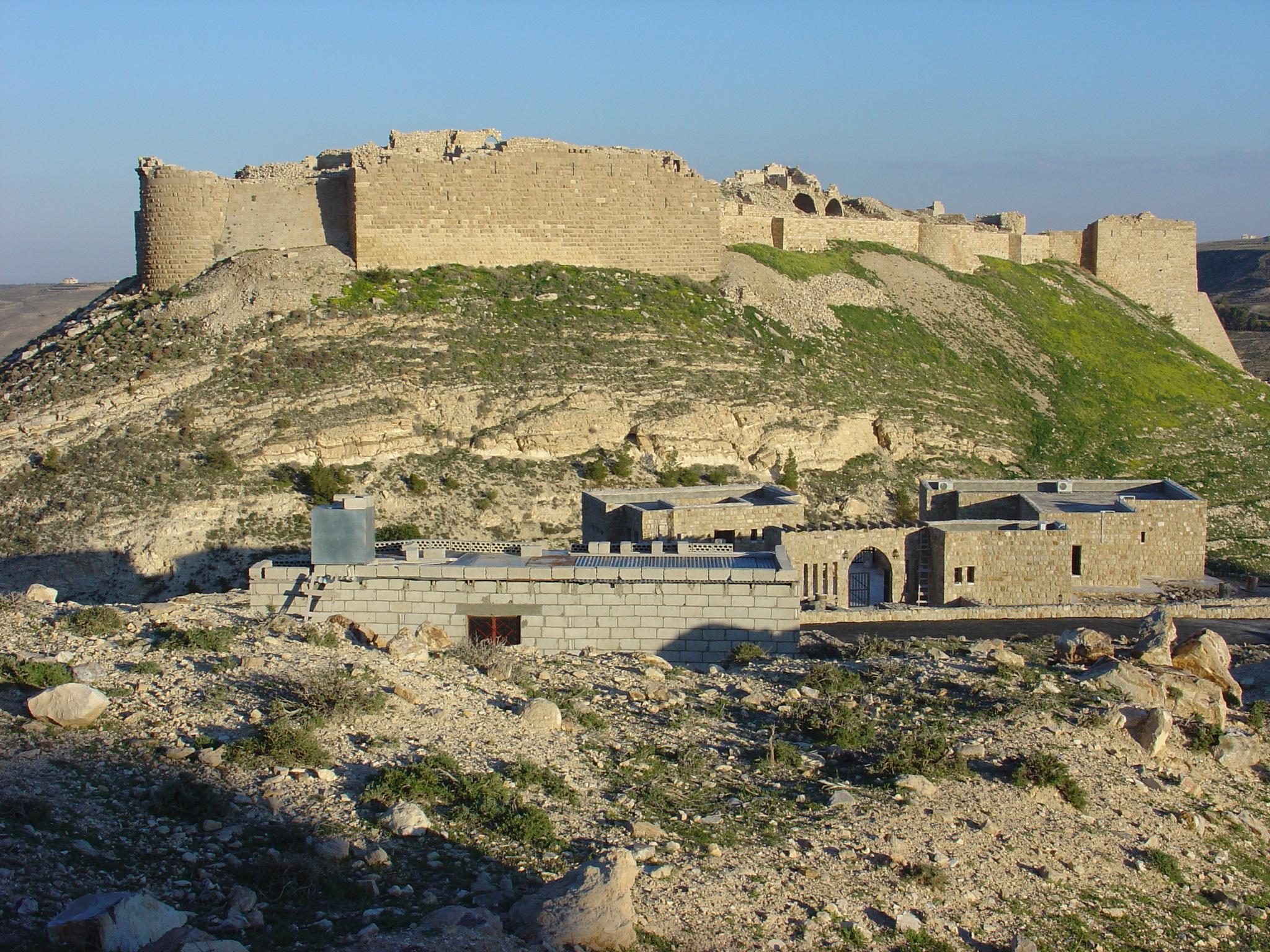
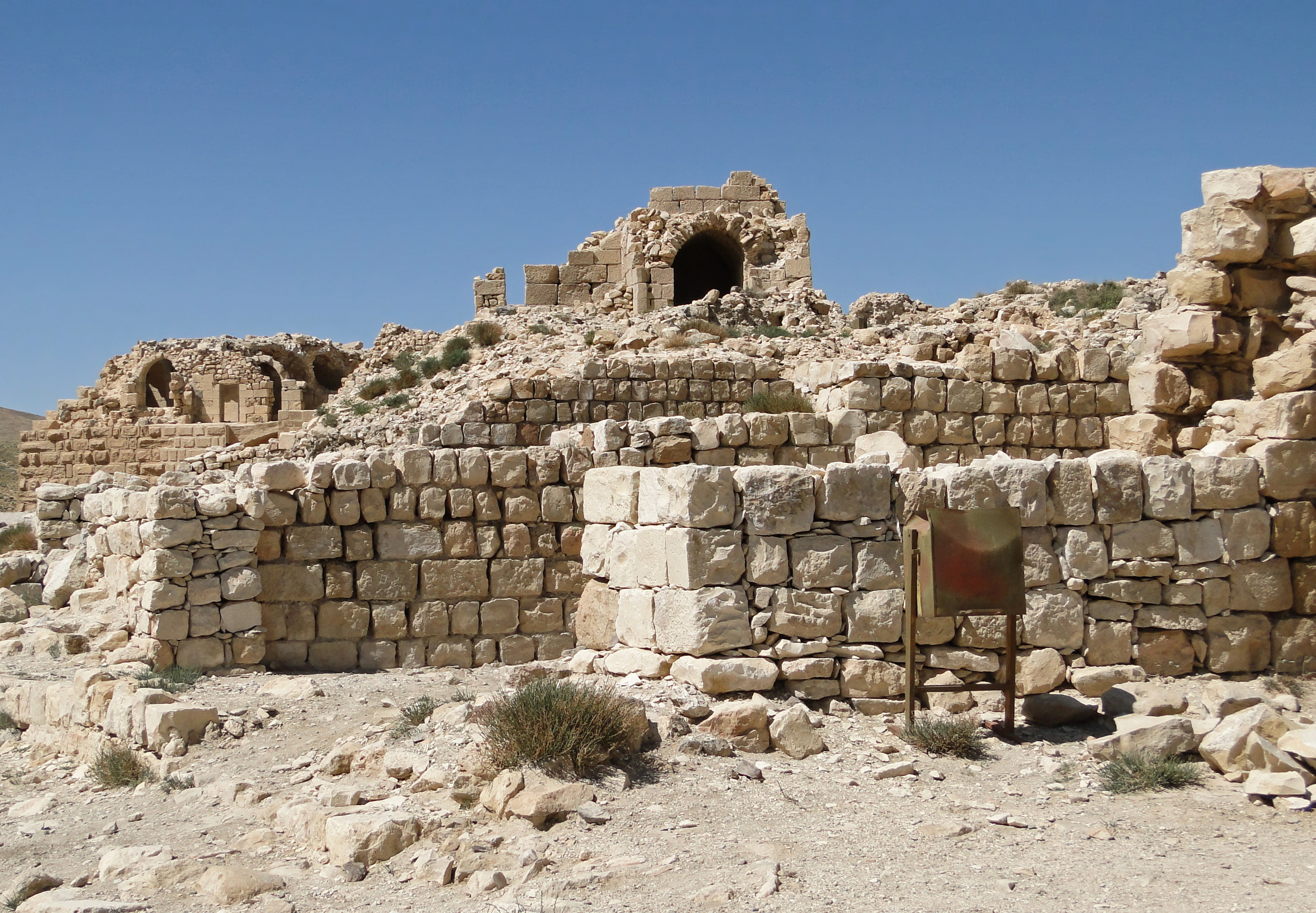

### Le château de Val-Moyse
En 1116, Baudoin Ier atteint la région de Wadi Moussa et le djebel Khubtha et fait construire le château de Val-Moyse ainsi que d'autres places fortes, dont les forteresses Al-Wu'ayrah et Al-Habis sur l'emplacement même du site de Pétra. Pétra reste entre les mains des Francs jusqu'en 1187, année de la bataille de Hattin .

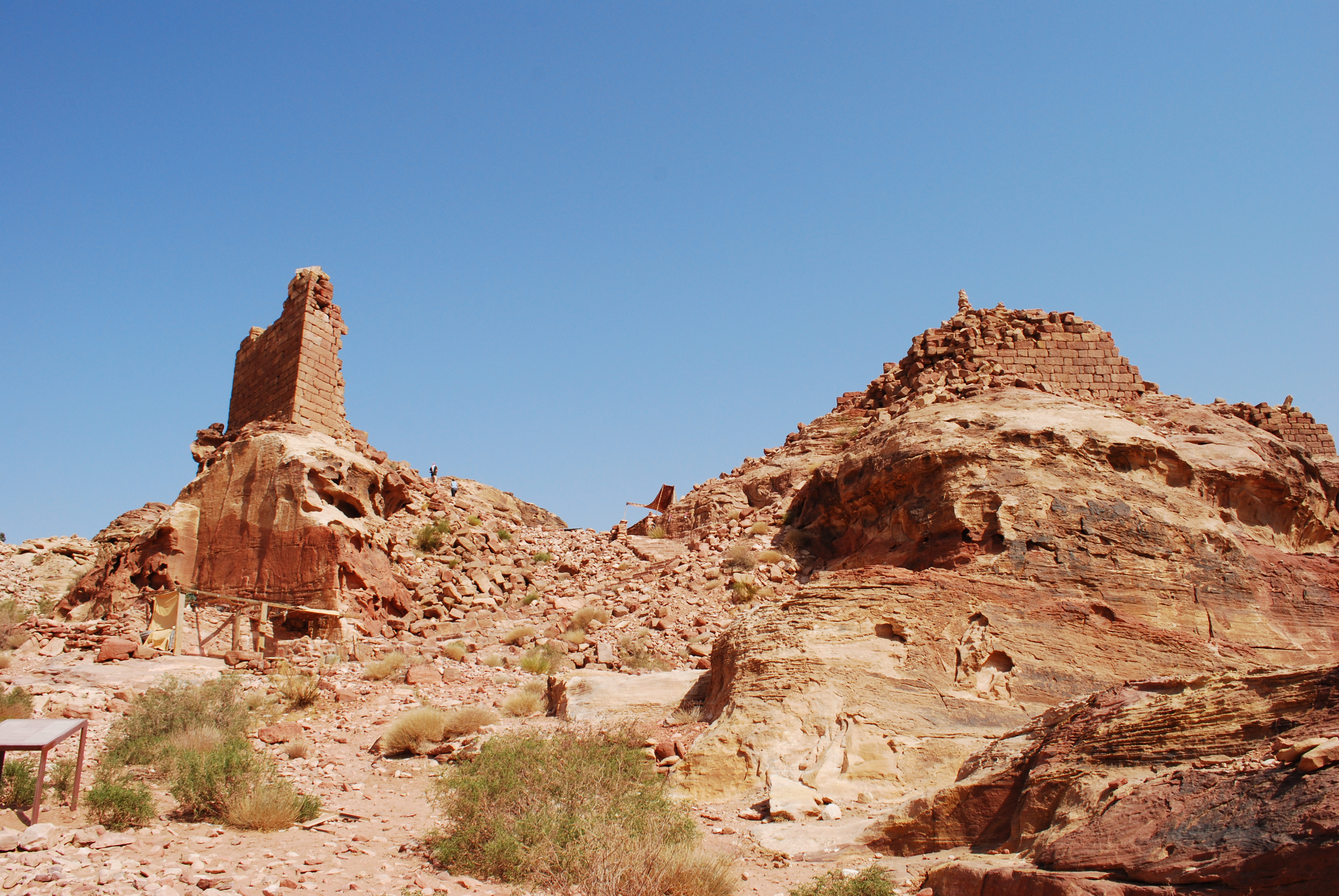
Ruines franques sur le site du Haut Lieu du Sacrifice, à Pétra.
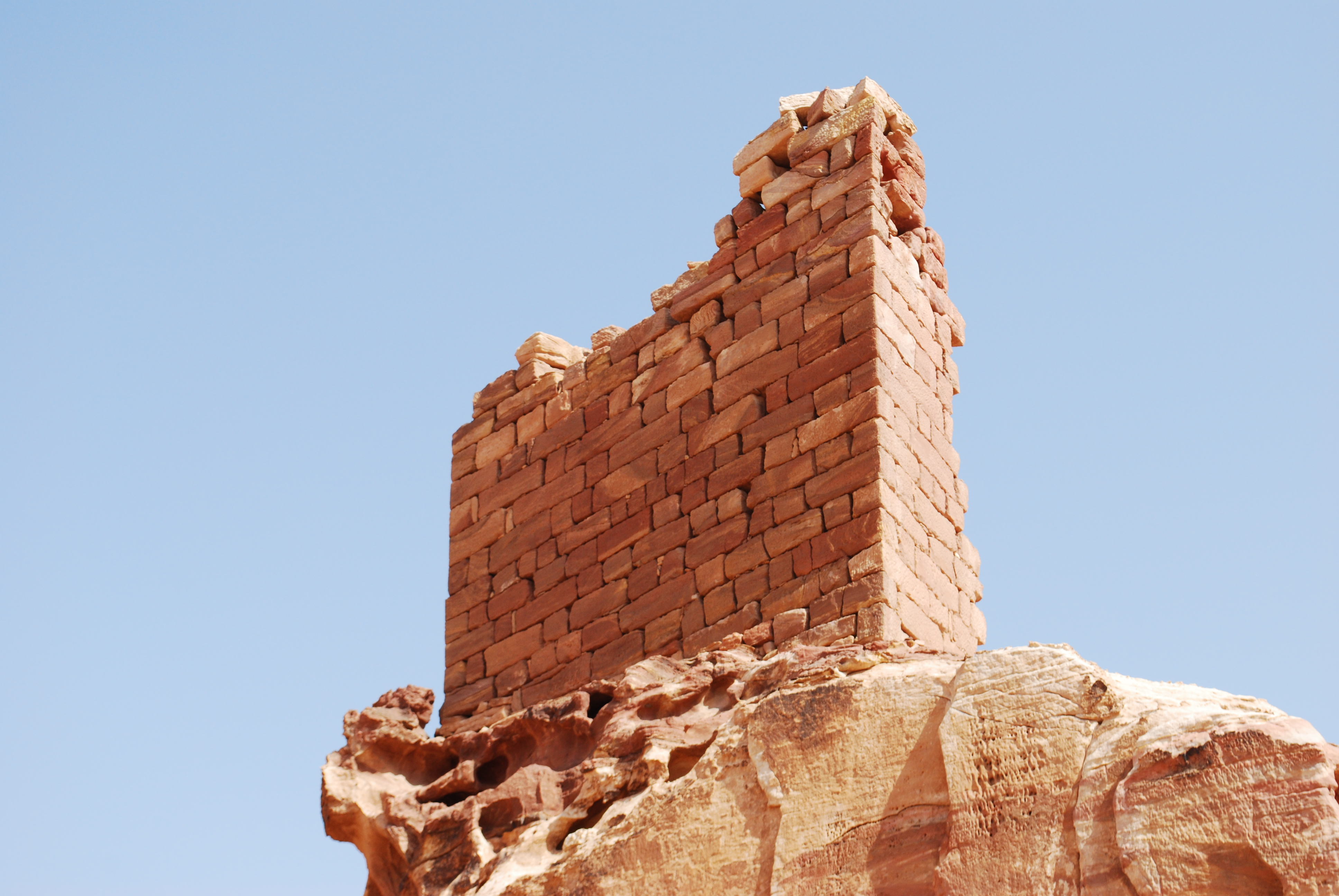
Ruines franques à Pétra, détail.
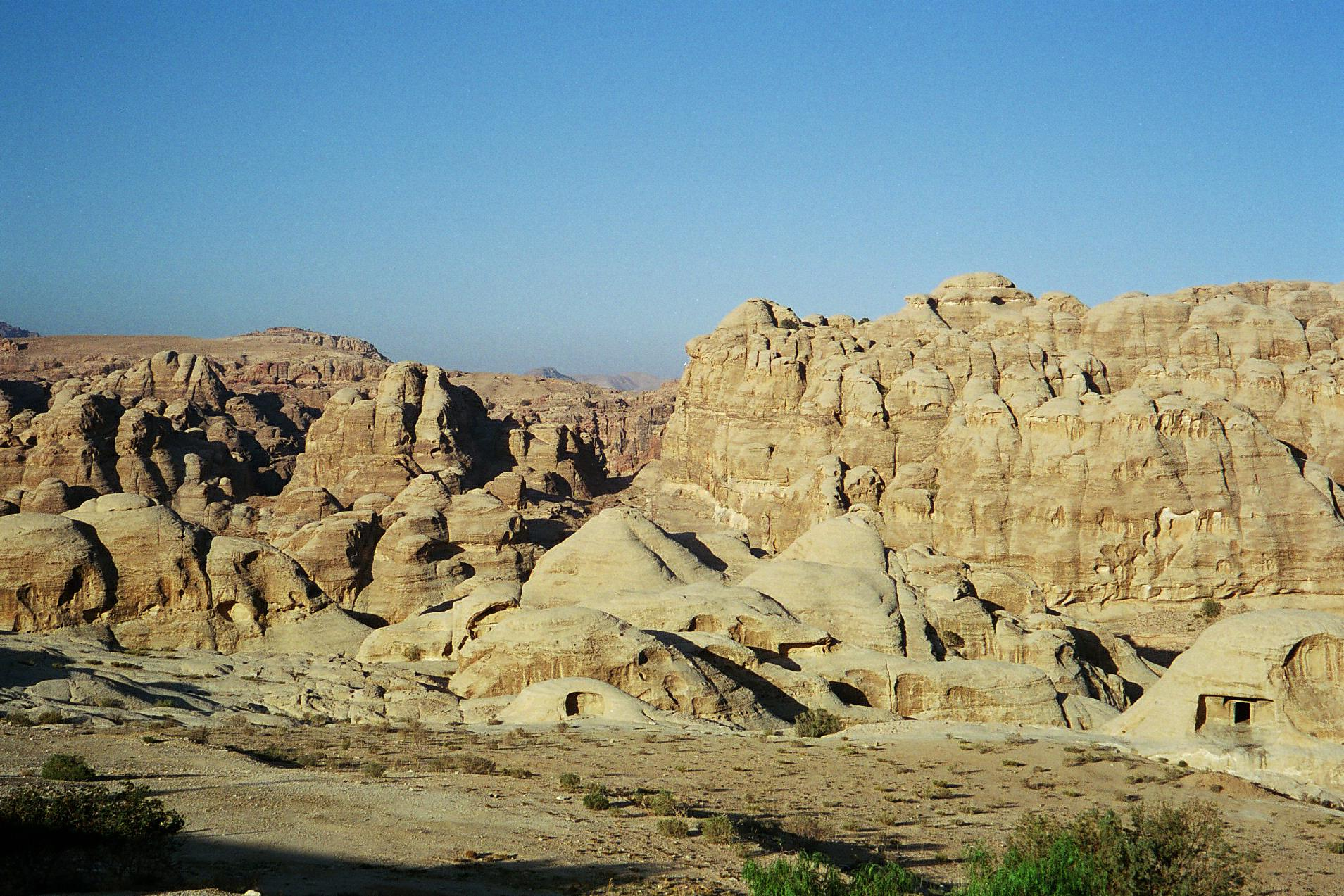
Le djebel Khubtha vu depuis Wadi Moussa
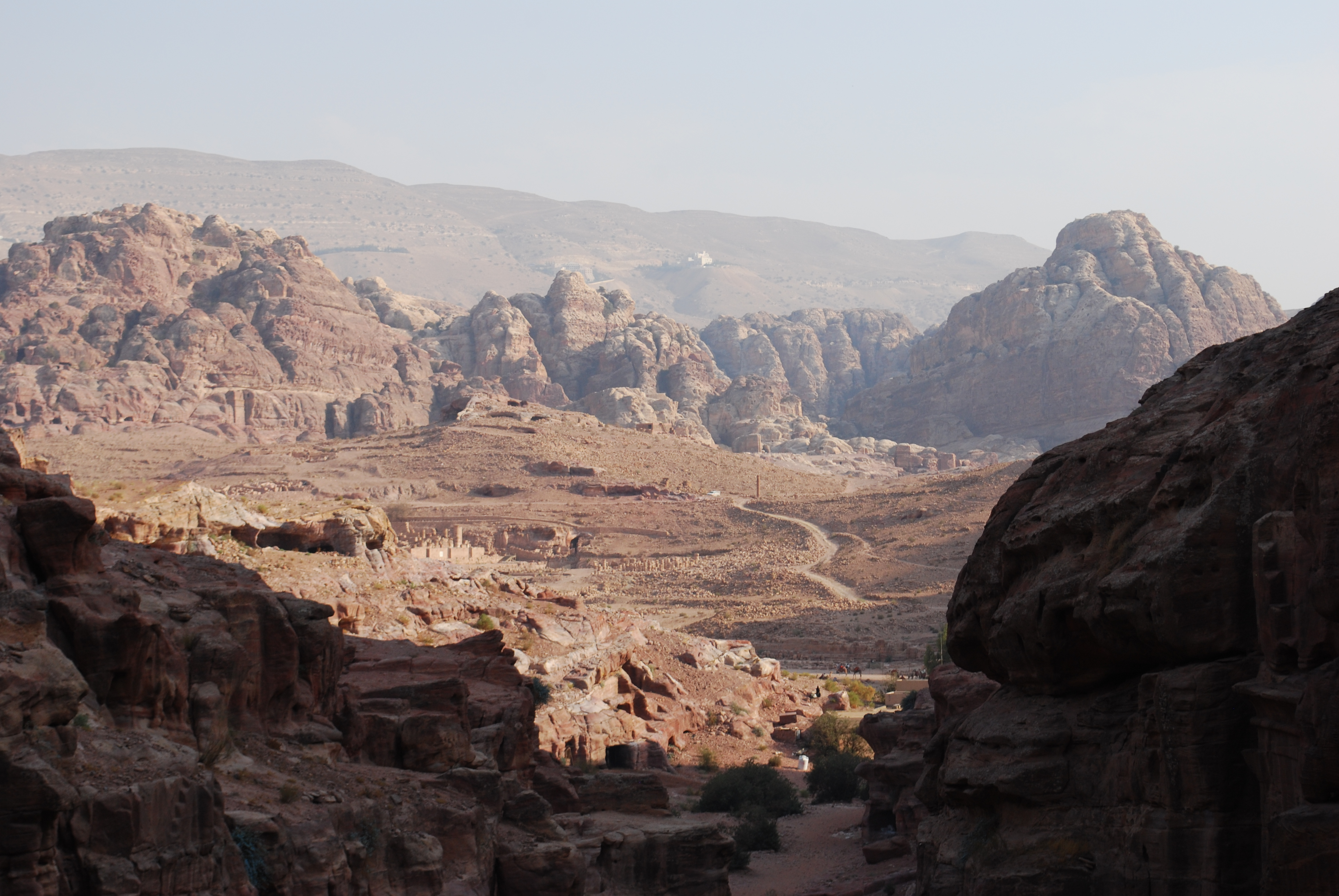
Pétra: le djebel Khubtha à gauche, à droite le djebel Haroun

### Le krak de Moab
En 1142, Payen le Bouteiller fait construire le krak de Moab, aussi appelé la «Pierre du Désert». La position stratégique du fief, entre Damas et la mer Rouge, permet de contrôler les caravanes musulmanes entre l'Égypte et la Syrie. « Al-Karak » devient la ville principale de la seigneurie et la résidence de l'archevêque de Rabbah.

Les ruines du krak de Moab
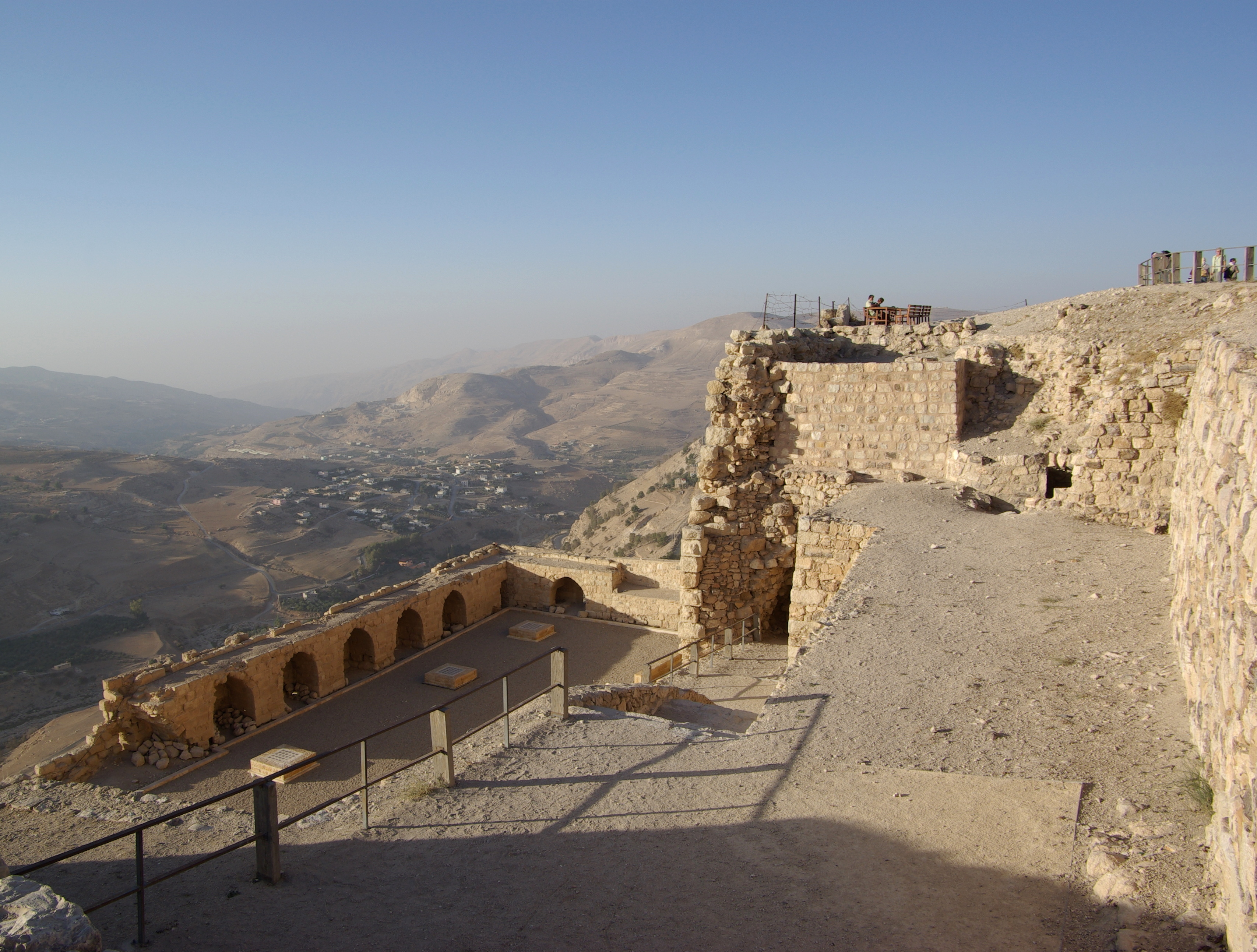
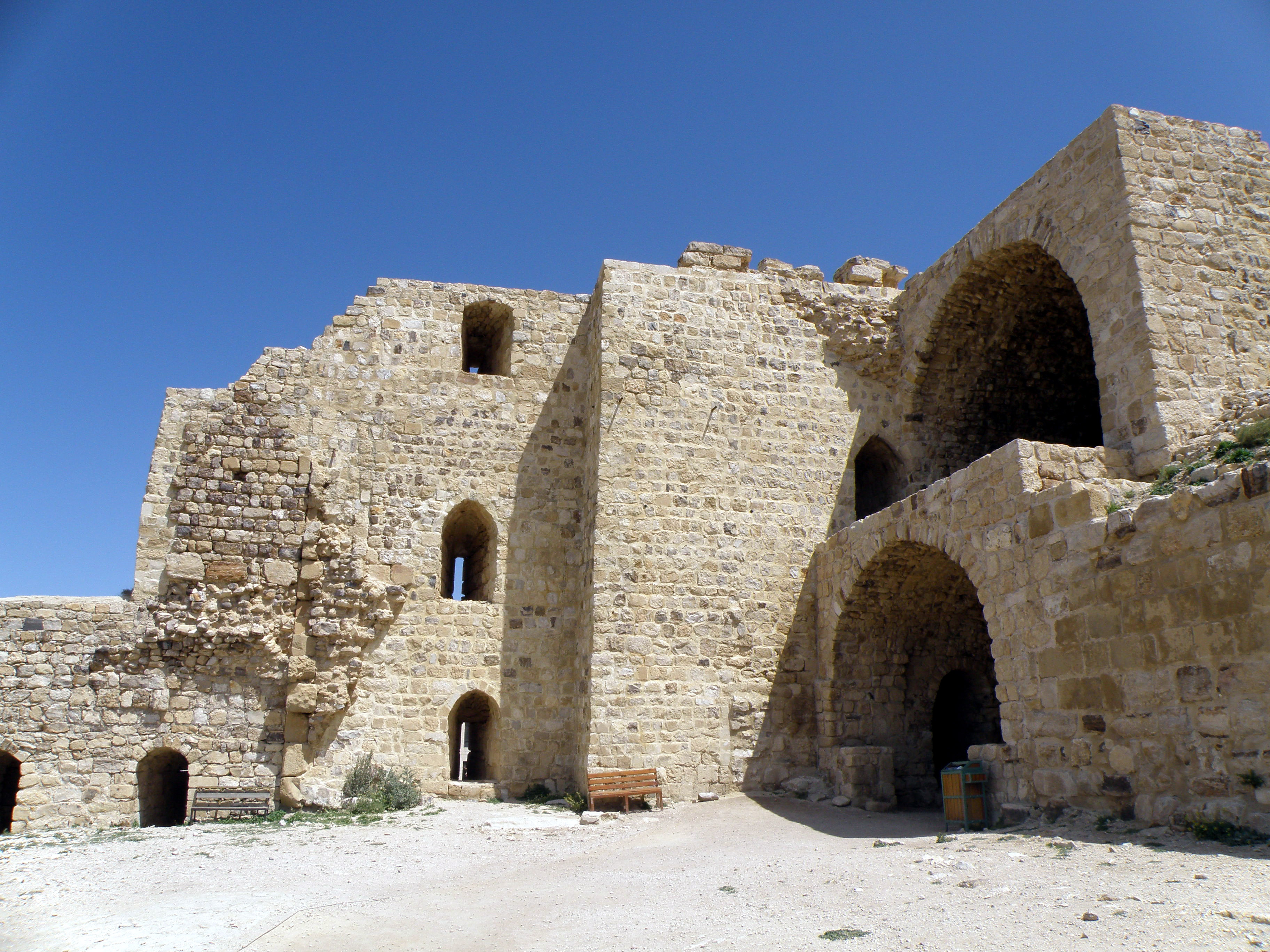
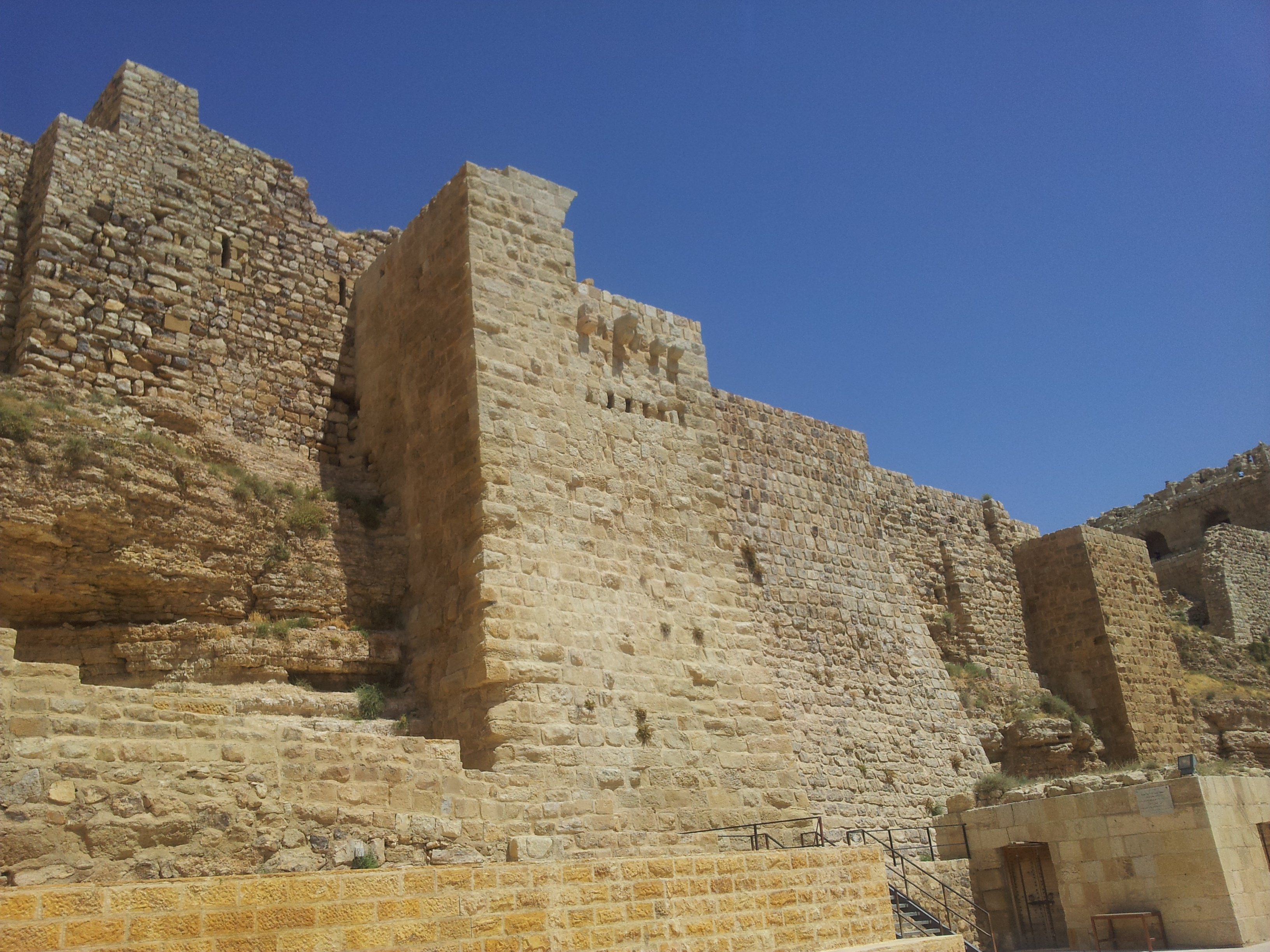
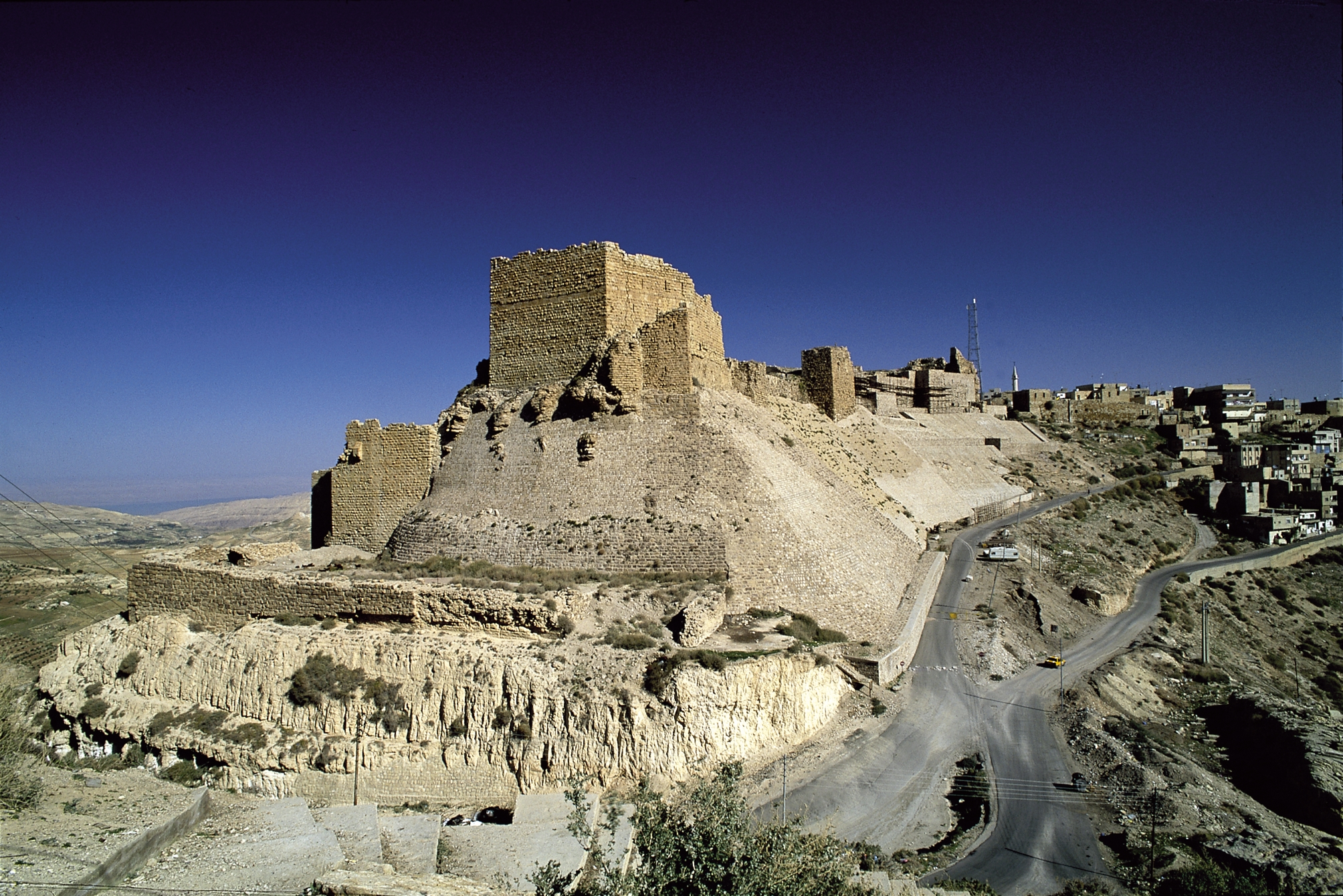

### La ville de Ayla et l'île de Graye
Construite ou renforcée vers 1160, l'île de Graye permet de contrôler la route entre Le Caire et Damas et de protéger l'oasis d'Ayla (vers Aqaba).

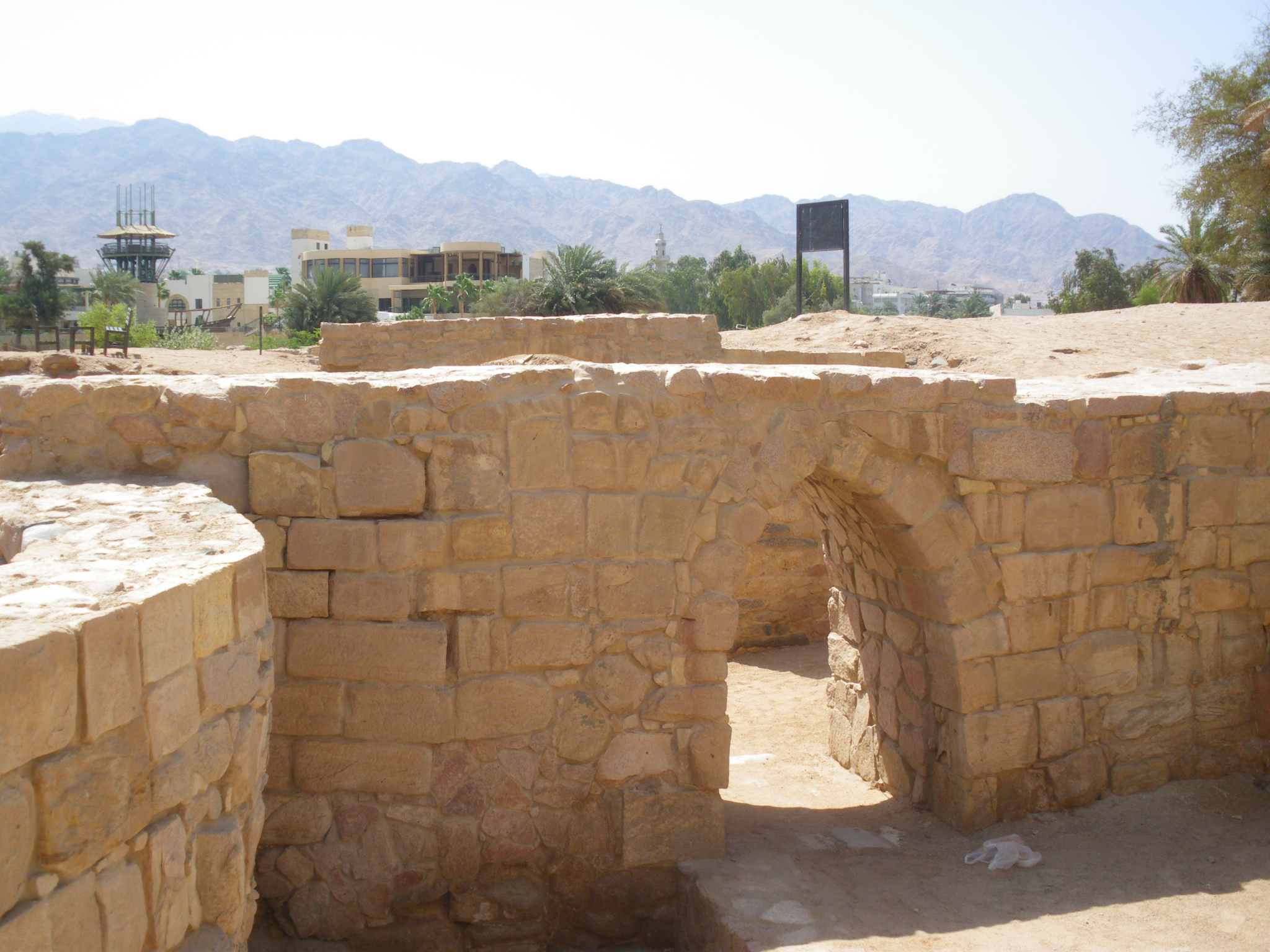
Ruines à Ayla
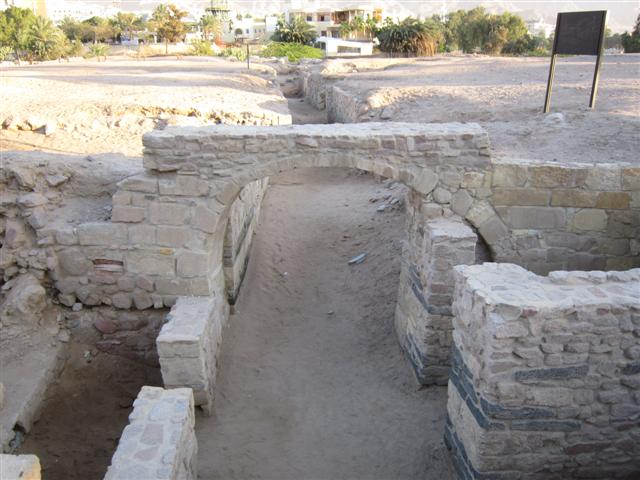
Ruines à Ayla
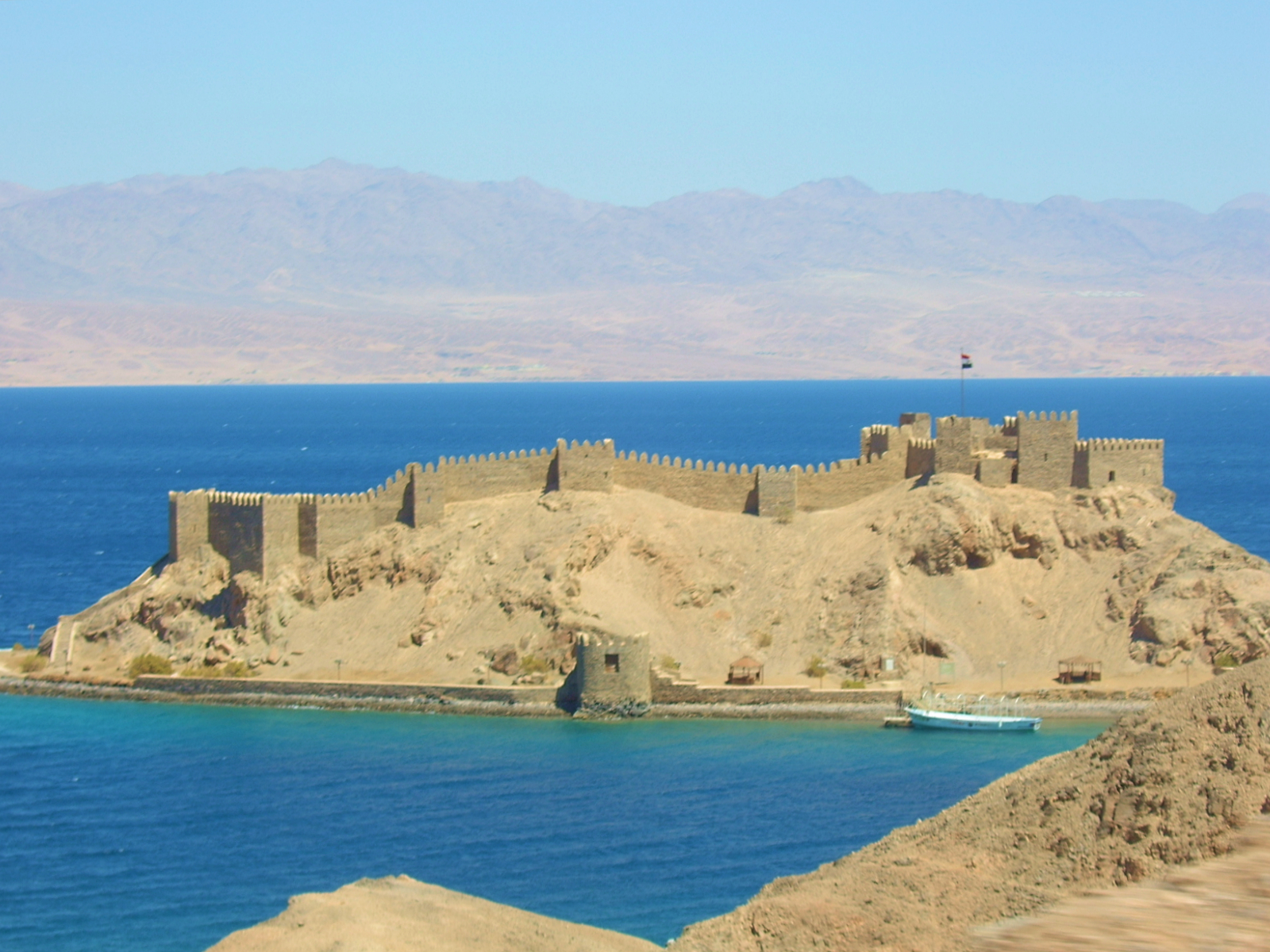
L'île de Graye
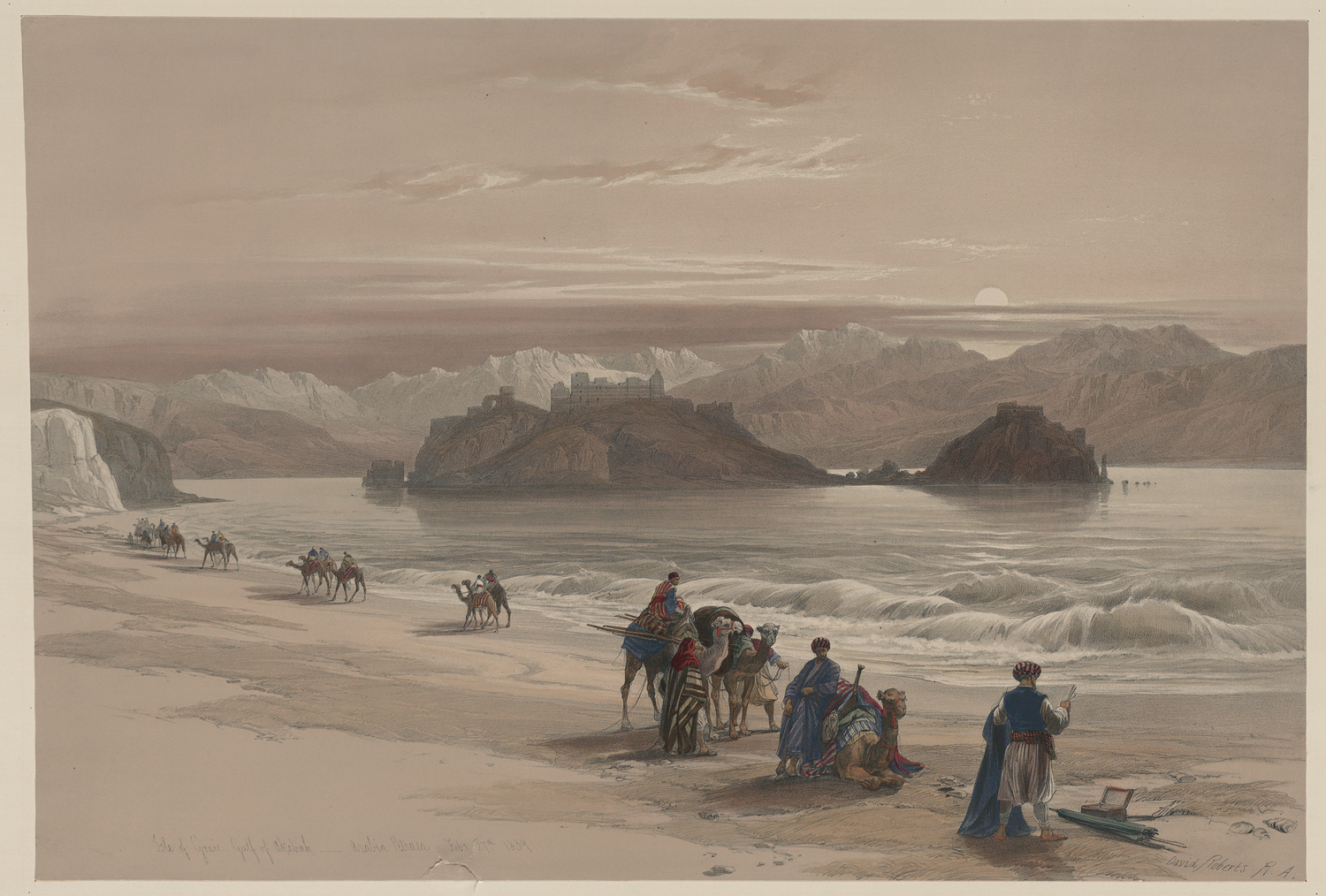
L'île de Graye

### Ahamant
On identifie Ahamant avec la ville de Ma'an, sur la route du Hadj, à six heures au sud-est du krak de Montréal.

## Féodalité

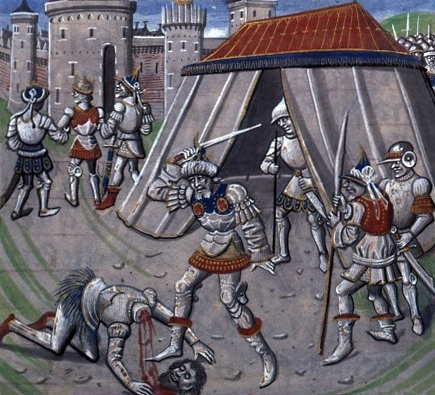
L’exécution de Renaud de Châtillon par Saladin
Guillaume de Tyr, Historia et continuation (BNF Richelieu Manuscrits Français 68, folio 399)

Le suzerain de la seigneurie d'Outre-Jourdain était le roi de Jérusalem. Les seigneurs de ce fief furent :
- 1118-1134 : Romain du Puy, le premier seigneur d'Outre-Jourdain
- 1134-ap.1148 : Payen le Bouteiller. En 1142, il fait élever la «Pierre du Désert», le krak de Moab[4].
- av.1152-ap.1154 : Maurice de Montréal, neveu du précédent
- ????-1161 : Le fief revient à la Couronne. Baudouin III de Jérusalem l'échange contre la seigneurie de Naplouse avec Philippe de Milly[4].
- 1161-1167 : Philippe de Milly. En 1167, il abandonne son fief pour se faire templier[4]
- 1167-1168 : Béatrice Brisebarre, fille de Gautier III Brisebarre, seigneur de Beyrouth, et d'Hélène de Milly, fille aînée de Philippe de Milly (Régence de Gautier III Brisebarre)[4]
- 1168-1189 : Étiennette de Milly, seconde fille de Philippe de Milly, accompagnée de ses maris successifs :
  - 1168-1173 : Onfroy III de Toron, mort en 1173[4]
  - 1173-1174 : Miles de Plancy, assassiné à Saint-Jean-d'Acre en octobre 1174[4]
  - 1177-1187 : Renaud de Châtillon, décapité d'un coup de sabre par Saladin[4].
- 1187-1198 : Onfroy IV de Toron, fils d'Onfroy III et d'Étiennette de Milly[4]
- vers 1198 : Isabelle de Toron, sœur d'Onfroy IV de Toron[6],[10]
- Eschive, morte enfant[4]
- vers 1229 : Alix d'Arménie, petite fille d'Isabelle[6],[10]
- vers 1236 : Marie d'Antioche[6],[10]
- Jean de Montfort, mort sans postérité le 26 novembre 1283[10]